# Галине
Га́лине — станція 5-го класу Київської дирекції Південно-Західної залізниці (Україна), розташований на дільниці Київ-Деміївський — Миронівка між станцією Кагарлик (відстань — 9 км) і зупинним пунктом Пустовіти (13 км). Відстань до ст. Київ-Деміївський — 84 км, до ст. Миронівка — 18 км..

## Історія
Будівництво залізниці Миронівка — Кагарлик розпочалося ще 1913 року. За народними переказами, у поміщика Козловського, повз поміщицьку економію якого мала пролягати залізниця, була дочка-красуня Галя. У неї був закоханий інженер, що проектував та прокладав залізницю. Тому і залізничну станцію, заплановану в цих місцях, він наніс на карту як «Галине». Ця версія виглядає правдоподібною хоча б тому, що поблизу ніколи не існувало поселення з назвою Галине, а станції зазвичай називали саме за навколишніми поселеннями.
Через війну та революцію будівництво залізниці призупинилося і лише восени 1923 року від Миронівки до Кагарлика пройшов перший потяг. 1923 рік і є роком початку роботи залізничної станції.

## Пасажирське сполучення
На станції Галине зупиняються приміські електропоїзди сполученням Київ — Миронівка.